# Асаново (платформа)
«Асаново» (белор. Асанава) или «Асановский» — остановочный пункт дизель-поездов в Молодечненском районе. Расположен на перегоне «Молодечно — Пруды» между остановочными пунктами Насилово и Мороськи.
Остановочный пункт расположен в одноименном поселке.

## В пути
Время в пути от станции Молодечно около 12 минут.